# بیل کازبی
ویلیام هنری «بیل» کازبی، جونیور (به انگلیسی: ‎William Henry "Bill" Cosby, Jr.‎) (زاده ۱۲ ژوئیه ۱۹۳۷) کمدین، بازیگر، نویسنده و تهیه‌کننده تلویزیون آمریکایی است. وی پس از ۵ دهه فعالیت در سال ۲۰۱۸ به دلیل متهم شناخته شدن به تجاوز جنسی کار خود را از دست داد.
او یک مجری استندآپ کارکشته است که کار خود را از کلوب‌های مختلف آغاز کرد و سپس در دهه ۱۹۶۰ با بازی در من جاسوس (مجموعه تلویزیونی) توانست خوش بدرخشد. او از سال ۱۹۶۹ با بازی در مجموعه تلویزیونی «بیل کازبی شو» به شهرت رسید.
بیل کازبی در یک فیلم کمدی پویانمایی به نام «آلبرت چاقالو و بچه کازبی‌ها» در شخصیت آلبرت چاقالو ایفای نقش کرد. او در فیلم‌های سینمایی زیادی از جمله جک بازی کرده‌است. او مدرک کارشناسی خود را در سال ۱۹۷۰ از دانشگاه تمپل گرفت.

## اوایل زندگی
کازبی در فیلادلفیا به‌دنیا آمد و بزرگ شد. او یکی از چهار فزرند پسر آنا پیرل (خدمتکار) و ویلیام هنری کازبی سنیور (آشپز نیروی دریایی آمریکا) بود. در سال‌های بچگی پدر کازبی از او دور بود به خصوص به دلیل حضور در جنگ جهانی دوم.
کازبی در دوران مدرسه به فوتبال و بسکتبال بسیار علاقه داشت و در مدرسه بسیار نمایش اجرا می‌کرد و به خودش لقب دلقک کلاس داده بود.

## حرفه استندآپ
کازبی پس از بیرون آمدن از دانشگاه تمپل وارد حرفه استند آپ کمدی شد. کازبی کار استندآپ کمدی را با کلوب‌هایی در فیلادلفیا و سپس نیویورک در قهوه‌خانه‌ای به نام چراغ برق در سال ۱۹۶۱ شروع کرد.

## حرفه هنرپیشگی

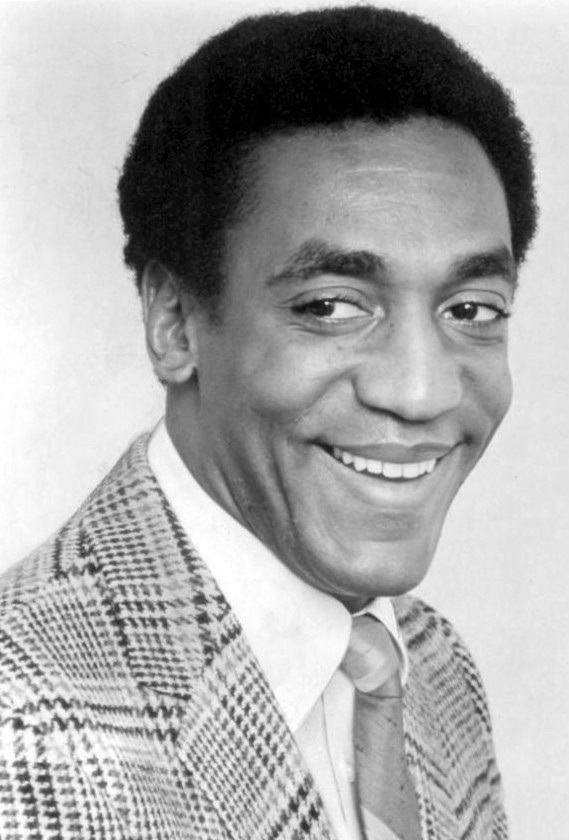
بیل کازبی در سال ۱۹۶۹

### من جاسوس
در سریال جاسوسی «من جاسوس»، که در سال ۱۹۶۵ از ان‌بی‌سی پخش شد کازبی در کنار رابرت کالپ بازی کرد.

### آلبرت چاقالو و بچه کازبی‌ها و دهه ۱۹۷۰
کازبی پروژه‌های تلویزیونی دیگری را دنبال کرد و در برنامه «شوی امشب» همیشه شرکت می‌کرد و در شبکه ان‌بی‌سی به یک ستاره تبدیل شده بود. در سال ۱۹۶۹ با برنامه «شوی بیل کازبی» یک کمدی با دو فصل به تلویزیون بازگشت. کازبی در نقش یک دبیر ورزش در این فیلم بازی می‌کرد.

### کازبی شو و دهه ۱۹۸۰
بزرگ‌ترین موفقیت تلویزیونی کازبی، «کازبی شو» بود که در سپتمبر ۱۹۸۴ پخش شد. در این فیلم، کازبی در نقش یک وکیل خانواده‌دوست ظاهر می‌شود.

### دهه ۱۹۹۰ و ۲۰۰۰
پس از پخش «کازبی شو» در ۱۹۹۲ کازبی چند پروژه دیگر را نیز انجام داد از جمله تقلیدی از گیم شوی معروف گروچو مارکس «سر زندگیت شرط کن»، تله‌فیلم من جاسوس (۱۹۹۴) و رازهای کازبی (۱۹۹۴).

### دهه ۲۰۱۰
کازبی در سال ۲۰۱۰ مدال طلای صندوق ملی فوتبال آمریکایی را دریافت کرد.

## فیلم‌شناسی
فهرست برخی از فیلم‌هایی که بیل کازبی در آن‌ها به ایفای نقش پرداخته‌است:
- مادر، کوزه‌ها و سرعت (۱۹۷۶)
- سوئیت کالیفرنیا (۱۹۷۸)
- مترومن (۱۹۹۳)
- جک (۱۹۹۶)
- کمدین (۲۰۰۲)

## اتهام تجاوز جنسی
به کازبی اتهام‌های تجاوز جنسی زده شده است که بسیار علنی شده است.

## عقاید سیاسی
در مراسم پنجاهمین سالگرد براون در برابر هیئت آموزش (ضد نژادپرستی) به کازبی جایزه اهدا شد.

## زندگی شخصی
زنش کامیل هنکس (یا کامیل اولیویا کازبی) است. آن‌ها یکی از دخترانشان را در یک تیراندازی از دست داده‌اند. دختر دیگر کازبی اریکا کازبی نقاش است. کازبی یک پروتستان است.